# Libera mente
Libera mente è un brano musicale, scritto da Stefano Borzi, composto da Federico Paciotti ed interpretato dal cantante italiano, Valerio Scanu, estratto come secondo singolo dal suo quarto album, Così diverso. Il brano, pubblicato dalla casa discografica EMI, è in rotazione radiofonica dal 1º giugno 2012.
A differenza dell'impronta tipicamente pop melodica e pulita del cantante, in questo brano emergono sonorità contrapposte tra di loro, come chitarre acustiche, sintetizzatore e chitarre in overdrive vintage.

## Il video
Il video musicale è stato pubblicato il 29 giugno 2012 sul canale ufficiale VEVO del cantante. Il video, minimalista, vede come protagonista il cantante, alla lavorazione del brano, in uno studio di registrazione; lo troviamo intento a cantare, a riascoltare, alla consolle, accompagnato dai componenti della sua band che suonano i loro strumenti di appartenenza.

## Tracce
Download digitale
1. Libera mente – 2:52 (testo: Stefano Borzi – musica: Federico Paciotti)